# 廣野眞一
廣野 眞一（ひろの しんいち、1956年9月2日 - ）は、日本の実業家。集英社代表取締役社長。

## 経歴
大阪府出身。早稲田大学教育学部卒業後、1979年に集英社へと入社し、宣伝部、広報部、広告部、コンテンツ事業部などを歴任し、2019年から専務取締役に就任。宣伝・広報業務や、『ジャンプ展』などのイベント事業に携わっていき宣伝部長やコンテンツ事業部長などを務めた。その後、2020年8月25日付けで集英社の社長に就任。2022年2月16日より集英社の子会社・集英社ゲームズの代表取締役を兼務している。

## 人物
高校2年生からラグビーを始めており、それ以前は野球をしていた。早稲田大学の3年からは日本代表合宿に召集され日本選抜にも選ばれるほどの実力だった。大学卒業後は、母校のコーチやエーコンクラブにも在籍していた。